# Lazar Yosifovych Lagin
Lazar Lagin (tiếng Nga: Лазарь Лагин) là bút danh của Lazar Iosifovich Ginzburg (tiếng Nga: Лазарь Иосифович Гинзбург). Ông là một nhà văn, nhà thơ, nhà biên kịch hoạt hình nổi tiếng, được đánh giá là một đại diện hàng đầu của văn học trào phúng và văn học thiếu nhi Liên Xô.

## Tác phẩm

### Sách
- Ông già Khottabych (truyện thiếu nhi, 1938)
- Chiến hạm Anyuta (tiểu thuyết, 1945)
- Sáng chế AB (tiểu thuyết khoa học viễn tưởng, 1947-1948)
- Đảo thất vọng (tiểu thuyết khoa học viễn tưởng, 1947-1951)
- Atavya Proksima (tiểu thuyết khoa học viễn tưởng, 1956)
- Câu chuyện buồn phiền (tiểu thuyết trào phúng, 1961)
- Thị trưởng Bell Endyu (tập sách, 1962)
- Quần đảo ẩm thực (tiểu thuyết, 1963)
- Người xanh (tiểu thuyết viễn tưởng, 1966)
- Cuộc đời đã qua (ký ức về Vladimir Mayakovsky, 1974)

### Kịch bản phim hoạt hình
- Kozyavin vẫn sống sót (1966)
- Nguồn gốc muôn loài (1966)
- Câu chuyện điệp viên (1967)
- Sói kìa ! (1970)

## Vinh danh
- Huân chương Chiến tranh Vệ quốc cấp độ II